# Franz Hoffmann (Philosoph)
Franz Karl Hoffmann (* 19. Januar 1804 in Aschaffenburg; † 22. Oktober 1881 in Würzburg) war ein deutscher philosophischer Schriftsteller.

## Leben
Franz Hoffmann war ein Sohn des Registrators Michael Hoffmann und dessen Frau Christina, geb. Ritter. Ein Onkel war der Mathematiker Johann Josef Ignaz von Hoffmann. Die Eltern waren infolge der französischen Okkupation des linksrheinischen Fürsterzbistums Mainz von Mainz nach Aschaffenburg verzogen.
Franz Hoffmann besuchte das Gymnasium und Lyzeum in Aschaffenburg und studierte zunächst von 1826 bis 1827 Rechtswissenschaft, dann bis 1832 Philosophie und auch Theologie und Naturwissenschaft in München. Dann widmete er sich unter Franz von Baader philosophischen Studien. Er wurde 1834 als Professor am Lyceum in Amberg angestellt und im folgenden Jahr als ordentlicher Professor der Philosophie nach Würzburg berufen. Gesammelt erschienen seine Philosophischen Schriften in 8 Bänden in Erlangen zwischen 1868 und 1882. Auch veranlasste er als Schüler Baaders mit Schlüter, Lutterbeck u. a. die Herausgabe der Sämtlichen Werke Baaders (Leipzig 1850–60, 16 Bände). Er starb in Würzburg am 22. Oktober 1881.

## Werke (Auswahl)
- Die ewige Selbsterzeugung Gottes, Würzburg 1835
- Vorhalle zur Lehre Franz von Baaders, Aschaffenburg 1836
- Zur katholischen Theologie und Philosophie, Aschaffenburg 1836
- Die Societätsphilosophie Baaders, Würzburg 1837
- Grundriß der reinen Logik, 1855
- Biographie Franz v. Baaders, Leipzig 1857
- Acht philosophische Abhandlungen über Franz von Baader und seine Werke, Leipzig 1857
- Die Gottesidee des Anaxagoras, Sokrates und Platon, Leipzig 1860
- Über Theismus und Pantheismus, Leipzig 1861
- Festrede auf Fichte, Leipzig 1862
- Ansprache an die Verehrer und Freunde der Baaderschen Philosophie, Erlangen 1868
- Die Weltalter, Lichtstrahlen aus Franz von Baaders Werken, Erlangen 1868
- Philosophische Schriften. 8 Bände, Erlangen 1868–1882
- Kirche und Staat, Gütersloh 1873